# Charlie Hodge (Musiker)
Charles „Charlie“ Franklin Hodge (* 14. Dezember 1934 in Decatur, Alabama; † 3. März 2006 in Knoxville, Tennessee) war ein US-amerikanischer Musiker, der in jungen Jahren Mitglied der Gospel-Gruppe Foggy River Boys war und später zum festen privaten und beruflichen Umfeld von Elvis Presley gehörte.

## Leben

### Komiker aus Leidenschaft
Eine große Leidenschaft von Charlie Hodge war die Komik. Bereits in seiner Jugend imitierte er die Stimmen bekannter Persönlichkeiten und brachte hierbei sein Umfeld zum Lachen. Diesem Hang zur Komik verdankte er unter anderem sein großartiges Verhältnis zu Elvis Presley, dem er als Soldat während ihrer gemeinsamen Grundausbildung 1958 in Fort Hood wieder begegnete und mit dem er auf dem Truppentransporter USS General George M. Randall in die BRD fuhr. Der King of Rock ’n’ Roll war auf dieser Reise wegen seiner kürzlich verstorbenen Mutter in einer traurigen Verfassung und Charlie sah es als seine Aufgabe an, ihn aufzumuntern. Nach einiger Zeit bedankte sich Elvis hierfür mit den Worten: „Charlie, du hast mich davon abgehalten, verrückt zu werden.“ Später sollte Elvis einmal zu Charlie sagen: „Jede große Person in der Geschichte hatte eine Art Hofnarr oder Komiker um sich, der ihn zum Lachen brachte.“ Hodge sah dies als eine seiner zentralen Aufgaben für Elvis Presley.

### Freundschaft mit Elvis Presley
Erstmals getroffen hatten sich die beiden 1956, als Hodge mit den Foggy River Boys in Presleys Heimatstadt Memphis (Tennessee) auftrat. Bereits bei diesem Auftritt hatte der nur 1,60 Meter große Charlie Hodge Elvis dadurch zum Schmunzeln gebracht, dass er sich beim Auftritt auf eine Cola-Kiste stellte, um seine geringe Körpergröße gegenüber den anderen Mitgliedern der Gruppe wettzumachen. Seit ihrer Militärzeit in Deutschland, die Elvis in Friedberg und Charlie in Kirch-Göns verbrachte, verband die beiden Männer eine enge Freundschaft, die bis zu Presleys Tod bestand.

### Zusammenarbeit mit Elvis Presley
Ihre erste berufliche Zusammenarbeit war das auf der LP Elvis Is Back! veröffentlichte Lied I Will Be Home Again, das sie im Duett aufgenommen hatten. Später bekleidete Hodge kleine Nebenrollen in diversen Filmen des King of Rock ’n’ Roll: so war in dem Film Tolle Nächte in Las Vegas sein Schatten als Gitarrist an einer Wand zu sehen. Auch in den Filmen Kid Galahad – Harte Fäuste, heiße Liebe und Speedway war Hodge als Gitarrist zu sehen. Ferner wirkte er in Nur nicht Millionär sein als Barbier und in Charro! als mexikanischer Kleinbauer mit. In dem 1979 entstandenen Film Das ist Elvis über das Leben des King of Rock ’n’ Roll spielte Charlie Hodge (als er selbst) ebenfalls mit.
Als Presley dem Filmgeschäft den Rücken kehrte und sein Bühnen-Comeback vorbereitete, bauten sie gemeinsam die TCB Band auf. Außerdem fungierte Charlie Hodge in dieser Zeit als Presleys Vocal Coach.
Während Presleys Konzertjahre (1969 bis 1977) gehörte Charlie Hodge zu seinen ständigen Begleitern. Vor den Auftritten fungierte er als sein Haarstylist und auf der Bühne unterstützte er ihn auf vielfältige Weise: er hing Elvis die Gitarre um und nahm sie wieder entgegen bzw. fing sie in seinen späteren Jahren regelmäßig auf, wenn Presley sie am Ende eines Liedes über die Bühne warf. Außerdem hängte er Elvis die weißen Seidenschals um, die er anschließend ins Publikum warf, überreichte ihm Wasser und spielte Gitarre.
Ferner beeinflusste er Elvis zur Aufnahme von Gospelsongs wie Lead Me, Guide Me und How Great Thou Art, das bei seinen späteren Tourneen zu Presleys Standardrepertoire gehörte.

### Tod
Am 3. März 2006 starb Charlie Hodge an Lungenkrebs im Fort Sanders Regional Medical Center in Knoxville, Tennessee.